# اسبله‌ماهیان

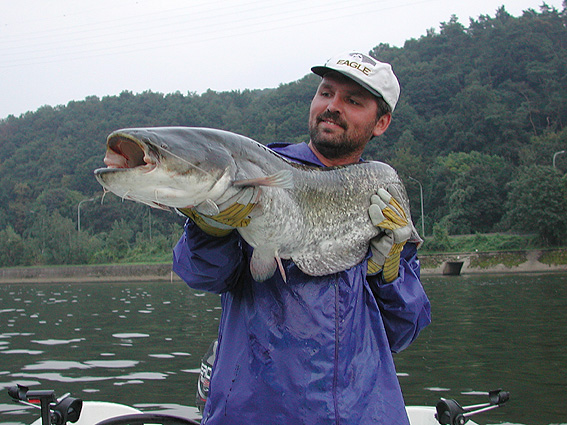

اِسْبُِله (به انگلیسی: Siluridae) با نام محلی ناقا که دارای سه جفت سیبیلک بوده و نسبت به گونه‌های دیگر دارای رشد خوبی است و تا ۳۰۰ کیلوگرم نیز می‌تواند وزن داشته باشد. بدن این آبزی فاقد فلس بوده و به همین دلیل برای شیعیان جز ماهیان حرام گوشت محسوب می شود، همچنین از نظر بیولوژیکی جز جانوران شکارچی و گوشتخوار است.